# Otaraant qvrivi
Otaraant qvrivi è un film sovietico del 1958 diretto da Michail Čiaureli.